# جغرافیای اصفهان

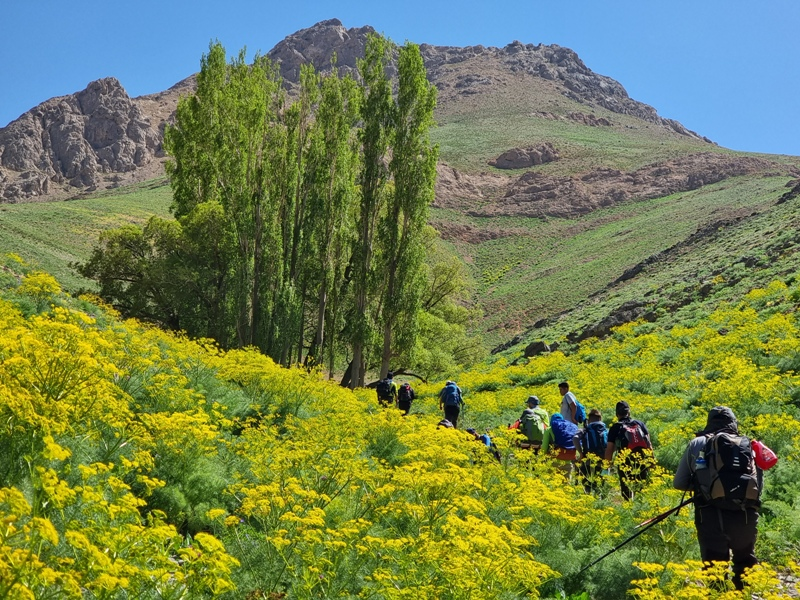
ارتفاعات فریدون شهر اصفهان در فصل بهار

شهر اصفهان بر اساس طبقه‌بندی اقلیمی دومارتن دارای اقلیم فراخشک سرد است.
سال ۱۳۹۹ کلانشهر اصفهان رتبه اول آلودگی هوا بین هشت کلان‌شهر ایران بود، استان اصفهان به لحاظ توپوگرافی (پستی و بلندی) و نیز اقلیمی در شرایط خوبی قرار ندارد و از شمال و شرق مورد تهدید بادهای فرسایشی است. زیرا در ماه‌های سرد سال پدیده وارونگی هوا که با هوای ساکن همراه است به آلودگی هوا کمک می‌کند و شرایط زیست اقلیمی را به خطر می‌اندازد.
توده‌های هوا و سیستمهای هواشناسی تأثیر گذار بر استان اصفهان شامل جریانهای زمستانه و تابستانه است، جریان زمستانه در دو دسته پرفشارها و کم فشارها است؛
جریانهای پرفشار زمستانه شامل ۱)توده‌های هوای مرکز پرفشار سیبری ۲)توده‌های هوای قطبی ۳)توده‌های هوای آزور ۴)توده‌های هوای کانادایی هستند.
جریانهای کم فشار زمستانه شامل ۱)سیستمهای کم فشار مدیترانه ای ۲)سیستمهای کم فشار سودانی است.
جریانهای کم فشار تابستانه شامل ۱)کم فشار حرارتی کویر مرکزی ۲)کم فشارهای حرارتی صحراهای عربستان و آفریقا ۳)جریان کم فشار هند هستند.
رودخانهٔ زاینده رود اصفهان را به دو بخش شمالی و جنوبی تقسیم می‌کند؛

## باد
ميانگين سرعت باد غالب شرق اصفهان تقريباً 2/۳ متربرثانيه است.

## داده‌ها
مجموع بارش سالانه طبق آمار بلندمدت ۱۹۵۱ تا ۲۰۱۸ در ایستگاه اصفهان ۱۲۵ میلیمتر است.
| پاییز | تابستان | بهار | زمستان | فصل/پارامتر                                    |
| ----- | ------- | ---- | ------ | ---------------------------------------------- |
| ۳۸/۱  | ۲/۱     | ۳۰/۴ | ۵۶/۳   | میزان بارندگی                                  |
| ۳۰    | ۲       | ۲۴   | ۴۴     | درصد بارندگی                                   |
| ۱۲    | ۲       | ۱۲   | ۱۸     | تعداد روزهای بارانی                            |
| ۱/۷   | ۰       | ۰/۱  | ۴/۸    | تعداد روزهای برفی                              |
| ۴۸/۵  | ۲۵      | ۳۱/۷ | ۴۹/۷   | میانگین رطوبت نسبی                             |
| ۲۹    | ۱۴/۴    | ۱۸   | ۳۰     | میانگین حداقل رطوبت نسبی                       |
| ۶۹    | ۴۰      | ۵۰   | ۷۱/۷   | میانگین حداکثر رطوبت نسبی                      |
| ۱۰/۴  | ۲۷      | ۲۱/۶ | ۶/۶    | میانگین دمای هوای                              |
| ۳۳/۲  | ۴۳      | ۴۱   | ۲۹     | بالاترین دمای هوای                             |
| -۱۳   | ۵       | -۴   | -۱۹/۴  | پایینترین دمای هوای                            |
| ۶۹۸   | ۱۰۰۶    | ۹۰۶  | ۶۶۴    | مجموع ساعتهای آفتابی                           |
| ۲۷    | ۰       | ۰/۲  | ۴۵     | تعداد روزهای یخبندان                           |
| ۴     | ۷       | ۹    | ۳      | تعداد روزهای همراه با گردوخاک                  |
| ۰/۶   | ۰/۵     | ۳    | ۱      | تعداد روزهای همراه با توفان و رعد و برق        |
| ۶/۴   | ۱/۳     | ۱/۷  | ۶/۶    | تعداد روزهایی با دید افقی یا کمتر از ۲ کیلومتر |

## دسته‌بندی نواحی
برای تعیین اقلیم استان اصفهان با روشهای متداول به ۳ ناحیه عمده تقسیم می‌شود:
1. ناحیه آب وهوای مدیترانه ای با زمستانهای سرد یا نواحی کوهستانی در غرب و جنوب غربی
2. ناحیه آب وهوای نیمه خشک با زمستانهای نسبتاً سرد یا نواحی جلگه‌ای در مرکز و کویری در شمال
3. ناحیه آب وهوای نیمه خشک با تابستانهای گرم یا نواحی کویری در شمال شرقی و شرق[۳]

#### بلند مدت طبقه بندی اقلیم استان اصفهان
1. سرد و کوهستانی و پربارش فریدونشهر
2. نیم سرد و نیم خشک فریدن، چادگان و تیران و کرون
3. نیم سرد و نیم پربارش سمیرم
4. نیم سرد و خشک شهرضا
5. معتدل و خشک اصفهان میمه
6. نسبتا گرم و خشک گاوخونی
7. گرم و فراخشک نایین
8. گرم و خشک کاشان
9. گرم و فرا خشک کویر
10. بسیار گرم و فراخشک خور

شهر اصفهان در محدودههای اقلیمی4 ،5 و 7 قرار دارد. 

## ایستگاه‌های شیمی جو و هواشناسی
تا ۱۳۹۸ ۲۰ ایستگاه پایش کیفی هوا در شهر اصفهان فعال بود که ۱۱ ایستگاه به اداره حفاظت محیط زیست و ۹ ایستگاه به شهرداری اصفهان و یک ایستگاه به اداره کل هواشناسی تعلق داشت.
شهرستان اصفهان دارای ۴ ایستگاه سینوپک به نامهای ایستگاه سینوپک و جو بالی اصفهان، ایستگاه تحقیقات هواشناسی کشاورزی کبوترآباد، ایستگاه شرق اصفهان) فرودگاه شهید بهشتی (و ایستگاه ورزنه می‌باشد. همچنین دارای ۲ ایستگاه اقلیم‌شناسی است که عبارتند از: ایستگاه پالایشگاه اصفهان و ایستگاه تحقیقات جهاد کشاورزی رودشت. تعداد ایستگاه‌های باران سنجی شهرستان اصفهان ۲۱ ایستگاه است که عبارتند از: اصفهانک، براآن شمالی، براآن جنوبی، خمینی شهر، اسالم آباد شاتور، کلیشاد جلگه، هرند، کوهپایه، گیشی، یزدآباد، تودشک، فشارک، ورتون، جی و قهاب، کمندان، حیدرآباد، پیکان، مالواجرد، رامشه، اسفنداران و خارا.

## برای مطالعهٔ بیشتر
- http://isfahan-doe.ir/page-default/fa/0/form/pId5